# 瓦莱里·吉斯卡尔·德斯坦
瓦莱里·勒内·马里·乔治·吉斯卡尔·德斯坦（法語：[valeʁi ʁəne maʁi ʒɔʁʒ ʒiskaʁ dɛstɛ̃] ⓘ；1926年2月2日—2020年12月2日），法國经济学家、政治家，前任法国总统兼安道爾大公。被誉为欧盟宪法之父、现代欧元之父。

## 生平

### 幼年與成年

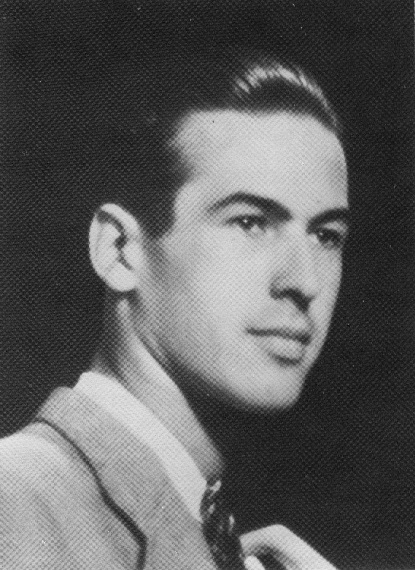
攝於1940年代

1926年2月2日，德斯坦出生在當時由法軍佔領的德國科布倫茲，但半年後即與家人返回法国巴黎；後入路易大帝中學，但1944年時18歲的他選擇參軍一年，1945年才回該校預備班上學。1946年7月，他以全國第6名（總錄取人數385人）的成績考入巴黎綜合理工學院；1948年，他考入當時方才成立的國家行政學院，畢業後分配至財政部門工作。

### 踏入政界(1954－1958)
從1954年6月到12月，時年29歲的德斯坦擔任埃德加·富尔總理的內閣助理秘書長。1956年，當選多姆山省眾議員。其曾外祖父阿热诺尔·巴尔杜（Agénor Bardoux）與外祖父雅克·巴尔杜（Jacques Bardoux）曾經分別於十九二十世紀在該省出任眾議員。同年他也被任命為法國駐聯合國大會代表團成員。1958年當選省議員，至1974年為止。

### 戴高樂執政期間(1958－1969)
戴高樂執政期間，他出任经济与财政部长。

### 蓬皮杜執政期間(1969－1974)
龐比度任命他為雅克·沙邦-戴尔马內閣（1969－1972）的经济与财政部长，並在皮埃尔·梅斯梅尔內閣（1972－1974）中繼續擔任此一職務。他也從1967年起擔任多姆山省沙马利耶尔市的市長，直到1974年為止。

### 1974年總統大選
在蓬皮杜過世後，德斯坦在1974年4月2日宣布參加總統選舉。由於得到右翼席哈克的支持，德斯坦在第一輪投票中擊敗了雅克·沙邦-戴爾馬。
在第二輪投票前，與社會黨密特朗的辯論使德斯坦獲得相當的優勢，其中「不是只有你才有良心」堪稱具有代表性之名句。他以50.81%的得票率險勝，1974年5月，时年48岁的德斯坦当选法兰西第五共和国第三任總統，亦是法兰西第五共和国最年轻的总统之一。

### 總統任期(1974－1981)
德斯坦首先任命希拉克擔任總理，但兩人間關係緊張，席哈克於1976年辭職。他其後委任被譽為「法國最佳經濟學者」的雷蒙·巴尔出任總理。他推動了若干對法國社會影響重大的制度改革：如離婚改為經由雙方同意、墮胎合法化、將成年門檻從21歲降到18歲等，成年後可以參加投票。
在德斯坦任內，兩次石油危機也中止了光輝三十年的經濟成長。因應節約能源的呼聲，政府在1976年恢復了夏令時間，以藉由日照節約電力。德斯坦也決定繼續投入由蓬皮杜提出的民用核能發展計畫。此時失業率也大幅攀升，這某程度上導致他在1981年的總統大選中敗予密特朗。
此外，德斯坦也是歐洲憲法的熱情支持者，他從踏入政壇開始就支持歐洲合眾國的理念。任內他與西德總理施密特共同主張在「超國家的強勢歐洲」與「受制各成員國的弱勢歐洲」之外尋求「第三條路」。他創設了歐盟高峰會。並協助擴增歐洲議會的權力，特別是在預算審查方面。
雖然德斯坦在個人立場上支持以終身監禁取代死刑，他仍對三名死刑犯簽署執行死刑的命令，三名死刑犯其中兩名為謀殺兒童，另一名為姦殺兒童，這也是法國最後執行的死刑。1981年密特朗成為總統後廢止死刑。

### 晚年
1981年舉行的總統大選，德斯坦雖然在首輪投票中擊敗社會黨的密特朗，但由於未能獲得希拉克的公開支持，他在第二輪投票以微弱差距敗予密特朗，其後社會黨在國會選舉大勝，左派首次全面掌握行政和立法的權力。2003年獲選為法蘭西學院院士。
2020年12月2日，德斯坦去世，享耆壽94岁。德斯坦办公室透露其死因是2019冠状病毒病。他是目前最长寿的法国总统與安道爾大公，同时也是法国改共和制度之后第二长寿的法国元首（最长寿的是维希法国的元首菲利普·贝当）。

## 感情
德斯坦迎娶安娜·埃默娜，两人于1952年结婚。但早在德斯坦在担任部长期间，他就经常和妻子以外的女性过夜。他的风流韵事和内容龌龊的电话還被窃听，但当时的总统戴高乐知道八卦后只说：“他在行使男人的职责。”政壇醜聞還傳到蘇聯，赫鲁晓夫曾評價道，法国人真是骨髓里都透着浪漫，像戴高乐这样古板的人，都把一件暧昧的事情说得如此轻松风趣。
1974年，当上总统的德斯坦依然故我，深夜偷偷驾车和情人幽会，结果凌晨被交警“抓”个正着，因為總統在巴黎街头发生了交通事故引發爭議。此外，德斯坦出国访问时还曾多次带主演过軟色情电影《艾曼妞》的艳星西尔维亚·克里斯特尔同行的紀錄。据传还和法国家喻户晓的艳星、“性感小猫”碧姬·芭铎也有暧昧关系。
他亦有調情失敗的紀錄，2020年5月11日，法國檢方宣佈將立案調查德斯坦於2018年12月接受德國女記者訪問後，涉嫌不當身體碰觸的性騷擾行為。丹麥前女首相赫勒·托宁-施密特亦宣稱在2002年左右，遭德斯坦性騷擾。

## 荣誉
德斯坦因主持起草《欧盟宪法条约》，被誉为“欧盟宪法之父”。
德斯坦作为经济学家，著有多部著作，被誉为“现代欧元之父”。
2003年，德斯坦被选为法兰西学院院士。